# Silvia Laplana
Silvia Laplana Naval (Barcelona, 3 de febrero de 1984) es una meteoróloga española.

## Trayectoria
Nació en Barcelona y se crio en Villanueva y Geltrú hasta los diecisiete años. Su familia procede de Monzón, donde habitualmente viven sus padres y de donde se considera ella también.
En Tarrasa estudió Óptica y Optometría en la Universidad Politécnica de Cataluña y posee un máster en Meteorología en la Universidad de Barcelona.
Comenzó trabajando en Canal Meteo como becaria, de donde pasó a Aragón TV en 2009 y desde agosto de 2013 trabaja en RTVE, donde comenzó en Los desayunos de TVE y el Telediario Matinal para pasar después a las ediciones de fin de semana del Telediario y el Canal 24 horas, posteriormente regresó al Telediario Matinal y Los desayunos de TVE, para pasar a la primera edición de El tiempo de lunes a viernes.
Sus presentaciones se caracterizan por el estilo cercano y desenfadado y por ir en ocasiones más allá de los temas estrictos del tiempo, como cuando explicó el tiempo que se encontró Colón en su travesía.
Además de su trabajo en televisión, imparte charlas en colegios al objeto de acercar la meteorología al público en general.
En 2019 un tuit suyo, «infierno is coming», en el que explicaba la ola de calor, y alertaba sobre la posibilidad de morir por calor, tuvo un gran impacto en redes del que se hicieron eco medios internacionales como The Guardian y The Washington Post.

## Vida personal
Se considera catalano-aragonesa, por su relación con Monzón.
Es muy activa en redes sociales, donde le gusta compartir sus viajes, con comentarios sobre el tiempo. Le gusta el montañismo y practica varios deportes.

## Reconocimientos
- Es embajadora de la ciudad de Monzón.
- En 2017 recibió de la asociación de los barrios San Juan - Joaquín Costa - El Molino el premio Caracol de Oro por sentirse partícipe de la comunidad de Monzón y su acercamiento a los centros escolares.[6]